# Lasioglossum mundulum
Lasioglossum mundulum är en biart som först beskrevs av Cockerell 1916.  Lasioglossum mundulum ingår i släktet smalbin, och familjen vägbin. Inga underarter finns listade i Catalogue of Life.

## Bildgalleri

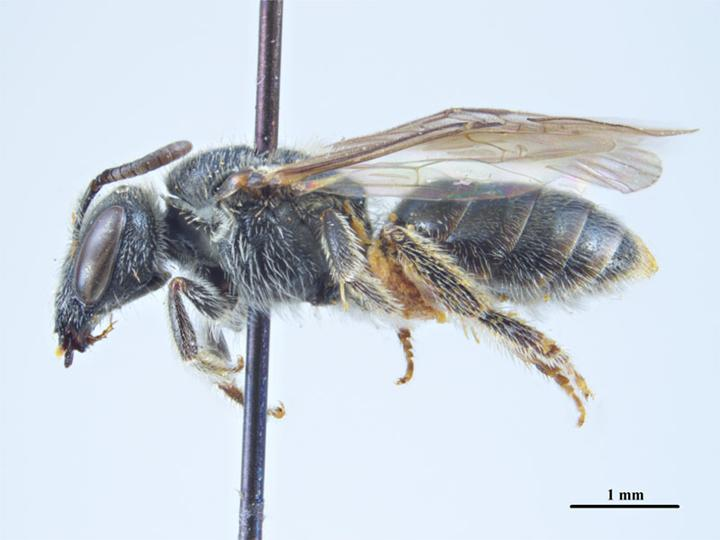
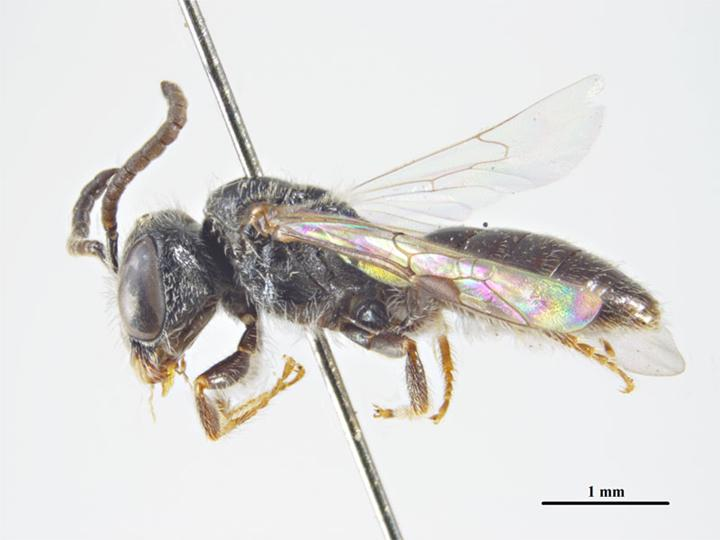